# Xã Vale, Quận Burke, Bắc Dakota
Xã Vale (tiếng Anh: Vale Township) là một xã thuộc quận Burke, tiểu bang Bắc Dakota, Hoa Kỳ. Năm 2010, dân số của xã này là 24 người.